# Vălișoara (okręg Kluż)
Vălișoara – wieś w Rumunii, w okręgu Kluż, w gminie Săvădisla. W 2011 roku liczyła 89 mieszkańców.